# La Platte
Pour les articles homonymes, voir Platte.
La Platte est une census-designated place du comté de Sarpy, dans l’État du Nebraska, aux États-Unis. Sa population s’élevait à 114 habitants lors du recensement de 2010.

## Histoire
La Platte a été établie en 1870. Son nom provient de celui de la rivière Platte.
Un bureau de poste a ouvert en 1871, avant de fermer en 1955.

## Source
- (en) Cet article est partiellement ou en totalité issu de l’article de Wikipédia en anglais intitulé « La Platte, Nebraska » (voir la liste des auteurs).

1. ↑  Fitzpatrick, Lillian L., Nebraska Place-Names, University of Nebraska Press, 1960, 125 p. (ISBN 0-8032-5060-6, lire en ligne).
2. ↑  (en) « Sarpy County », Jim Forte Postal History (consulté le 23 août 2014).